# Festival international du sori de Jeonju
Le Festival international du sori de Jeonju (전주세계소리축제) est un événement musical fondé en 2001, le principal événement coréen de musique traditionnelle et, depuis 2011, de musiques du monde. Le magazine Songlines le liste en 2012, 2013, et 2014, parmi les 25 meilleurs festivals internationaux au monde, le seul dans la liste à être situé sur le continent asiatique. 
Le Festival du sori se tient annuellement en automne dans différents sites de la ville de Jeonju (Jeolla du Nord), en particulier le Centre artistique du sori et le village Hanok de Jeonju. Avec ses événements en salle ou en plein air, il inclut également un festival pour enfants, des ateliers et des rencontres avec des maîtres de musique. La cérémonie d'ouverture est retransmise en direct à la télévision nationale. Sori (소리) signifie à la fois « son » et « voix » et, depuis sa création, le festival est le rendez-vous de tous les maitres du pansori et des autres formes de musique traditionnelle coréenne. Sa reconnaissance à l'étranger ne cesse de croître, en particulier depuis son ouverture aux talents du monde entier.
Le 13e festival a eu lieu du 8 au 12 octobre 2014. 

## Éditions
Quelques détails concernant les 8 premières éditions (2001-2008) :
| Année | Édition | Dates                         | Site                                                                      | Performances         |
| 2001  | 1       | 13-21 octobre 2001            | Centre artistique du sori                                                 | 142 équipes, 15 pays |
| 2002  | 2       | 24 août - 1er septembre 2002  | Centre artistique du sori, espaces de culture traditionnelle              | 156 équipes, 16 pays |
| 2003  | 3       | 27 septembre - 5 octobre 2003 | Centre artistique du sori, Centre de la culture traditionnelle de Jeongju | 172 équipes, 14 pays |
| 2004  | 4       | 16-22 octobre 2004            | Centre artistique du sori, Université nationale Chonbuk                   | 190 équipes, 14 pays |
| 2005  | 5       | 27 septembre - 3 octobre 2005 | Centre artistique du sori, à travers la ville de Jeonju                   | 190 équipes, 25 pays |
| 2006  | 6       | 16-24 septembre 2006          | Centre artistique du sori, village Hanok                                  | 184 équipes, 22 pays |
| 2007  | 7       | 6-14 octobre 2007             | Centre artistique du sori, à travers Jeonju                               | 131 équipes, 10 pays |
| 2008  | 8       | 26 septembre - 4 octobre 2008 | Centre artistique du sori, village Hanok                                  | 280 équipes, 16 pays |

Pour l'édition 2013 (2-6 octobre), la cérémonie d'ouverture célébrait l'inscription de Arirang au Patrimoine culturel immatériel de l'humanité par l'UNESCO, et intitulée 'Ariarirang Sorisorirang', en hommage au refrain de la chanson et en écho au nom du festival. Parmi les maîtres du 'sori' figuraient Kang Gwonsun (Jeong ga), Kang Hyoju (folk balad), ou encore Bang Sumi (pansori), mais le spectacle comprenait également, entre autres, un orchestre de 30 musiciens, un chœur de 80 chanteurs, la principale chanteuse coréenne de jazz Woongsan, Ali, Lauren Newton (Allemagne), Nieves Diaz (Espagne), Ellen Wieser (Canada), Antoinette Montague (États-Unis), Indira Naik (Inde), Saga Yuki (Japon), Waed Bouhassoun (Syrie), Estère (Nouvelle-Zélande)...
- Commissaires : Chun Idoo (2001-2003), Ahn Sook-sun (2004-2008), Kim Myung-gon (2009-2010), Park Kolleen et Kim Hyeongseok (depuis 2011)
- Directeur Créatif : Park Je Chun